# Lomanoxoides tesari
Lomanoxoides tesari är en skalbaggsart som beskrevs av Vladimir Balthasar 1963. Lomanoxoides tesari ingår i släktet Lomanoxoides och familjen Aphodiidae. Inga underarter finns listade i Catalogue of Life.